# Czakó Kálmán (botanikus)
Telegdi Czakó Kálmán (Hernádnémeti, 1843. december 7. – Budapest, 1895. november 8.) botanikus, orvos.
Botanikai szakmunkákban nevének rövidítése: „Czakó”.

## Családja
Hernádnémetiben született, Czakó János földbirtokos és Kardos Klára fiaként.
1877. január 9-én Budapesten, a Kálvin téri református templomban házasságot kötött Machik Máriával, Machik Károly és Erdélyi Teréz lányával, esküvői tanúja Krenner József volt.

## Életpályája
Elemi iskoláját szülőhelyén végezte, a középiskolát Miskolcon és Sárospatakon, ahol teológiát is hallgatott, s ezután három évig néptanítóként működött a gávai (Szabolcs vármegye) református egyházban mint iskolatanító és orgonista. Orvosdoktori oklevelét 1870-ben szerezte a pesti egyetemen, majd 1870-től a kolozsvári egyetemen Genersich Antal tanár mellett, 1871 októberétől pedig a pesti egyetemen lett kórboncnok tanársegéd. Párhuzamosan a gyermekkórház boncolója is volt. 1872-ben állami ösztöndíjat nyert külföldi tanulmányútra, húsz hónap alatt számos egyetemet és állatorvosi tanintézetet keresett fel, a bécsi és a berlini orvosi karon előadásokat hallgatott. Két év múlva hazatérve, 1874-ben (Galambos Márton halála után) az Állatorvosi Főiskolán a kórbonctan- és gyógyszertan nyilvános rendes osztályvezető tanára volt és a növénytant is ő adta elő. Amint nekrológjában a rá emlékezők írták: ő vetette meg alapját „az intézet kórbonctani, növénytani és gyógyszertani gyűjteményeinek”. Az intézeti herbáriumot mintegy 3000 fajból álló saját gyűjtésű maggyűjteményével, továbbá külföldi botanikusokkal csere útján mintegy 12 000 fajra szaporította. 1888-tól a különvált gyógyszertani osztályt vezette. 1889-től hat évig az állatorvosi tiszti vizsga vizsgabizottságában is helyet foglalt.
1881-től az általa szervezett Magyar Királyi Vetőmagvizsgáló Állomás első igazgatója lett és a magyarországi vetőmagvizsgáló állomások hálózatának létesítésében is tevékenyen részt vett. A herefélék ólomzárolását is ő kezdte meg.
1885-ben a budapesti általános országos kiállításon intézménye megjelenítésén kívül csoportbiztosként és a zsűri tagjaként is kiemelkedő munkát végzett.
1893. november 14-én a király királyi tanácsosi címmel tüntette ki.
Fiatalon, hosszas vissza-visszatérő szenvedés után (tüdőbeteg volt, s egyik szemét is elvesztette) csaknem 52 évesen halt meg Budapesten, 1895. november 8-án. November 10-én temették el a Kerepesi temetőben, a 12. parcella 8. sor 53. sírhelyére. Sírját azóta felszámolták.
Szakirodalmi munkássága a kórbonctanon kívül a növénytant, méregtant. sőt a mezőgazdasági tudományokat is felölelte.

## Főbb munkái
- Bonczolati eljárás törvényszéki és kórtani esetekben, jegyzőkönyvi példákkal dr. Genersich Antal utasításai nyomán. Budapest, 1874. /Orvosi könyvkiadótársaság Könyvtára/.
- Az alsótátrafüredi lápos vidék nyári flórája. A Magyarországi Kárpátegyesület Évkönyve, Igló. 1888. 132–160. oldalak
- A Tátravidék néhány ritkább növénye. Pótlékul a XI. számú közleményhez. A Magyarországi Kárpátegyesület Évkönyve, 1888. XV. köt. 244—246. oldalak
- A budapesti M. K. Állami Vetőmagvizsgáló állomás jelentése az 1889. évi működéséről Czakó Kálmán, Budapest, 1890
- A budapesti M. K. Állami Vetőmagvizsgáló állomás jelentése az 1889-1896. évi működéséről. Czakó Kálmán, Degen Árpád. Budapest, 1890–1897
- A Melampyrum silvaticum L. és a rokon fajok hódító hatása. (Die betäubende Wirkung von Melampyrum silvaticum und der verwandten Arten.) Állategészségügyi Évkönyv 1889.
- Az aranka magvának a lucernamag között való felismerése. Természettudományi Közlemények, 1888. XX. köt. 166.
- A Hieracium ramosum W. K. alakköre. [Über den Formenkreis von H. r.]. Pótfüzet Természettudományi Közlemények 1893. XXV. köt. 91—93. oldalak
- Kirándulók zsebkönyve. Útmutatás ásvány- és földtani gyűjtésekre, magasságmérésekre, állat- és növénytani megfigyelésekre és gyűjtésekre. (Schafarzik Ferenccel, ifj. Bodola Lajossal és Kriesch Jánossal.) Budapest, 1888. 199 oldal
- Magyarország réti növényei Budapesti m. kir. állami Vetőmagvizsgáló Állomás herbárium. Die Wiesen Pflanzen Ungarns. Budapest Vetőmagvizsgáló Állomás, Budapest é.n. [189?] 2 kötet. Az 1. kötetben 1880-as évekből vannak gyűjtések Czakó Kálmán által.